# Sudbury District
Der Sudbury District ist ein Verwaltungsbezirk im Zentrum der kanadischen Provinz Ontario. Die Einwohnerzahl beträgt 21.546 (Stand: 2016), die Fläche 40.204,77 km², was einer Bevölkerungsdichte von 0,5 Einwohnern je km² entspricht. Verwaltungssitz ist Espanola.
Der Bezirk entstand 1874 aus Teilen des Algoma District und des Nipissing District. Er umschließt die Stadt Sudbury, die 1973 aus dem Bezirk ausgegliedert wurde. Mit dem 645 km² großen Killarney Provincial Park liegt einer der mittelgroßen der Provincial Parks in Ontario im Süden des Bezirks.
Laut Umfragen rechnen sich fast mehr als 20 % der Einwohner Bezirks zur französisch sprechenden Minderheit der Franko-Ontarier. Obwohl Ontario offiziell nicht zweisprachig ist, sind nach dem „French Language Services Act“ die Behörden hier verpflichtet ihre Dienstleistungen auch in französischer Sprache anzubieten.
| Algoma District | Algoma District / Cochrane District         | Cochrane District                       |
| Algoma District | Kompassrose, die auf Nachbargemeinden zeigt | Timiskaming District Nipissing District |
| Algoma District | Manitoulin District                         | Parry Sound District                    |

## Administrative Gliederung

### Städte und Gemeinden
| Ort                   | Status   | Bevölkerung (2016) |
| --------------------- | -------- | ------------------ |
| Baldwin               | Township | 620                |
| Chapleau              | Township | 1.964              |
| Espanola              | Town     | 4.996              |
| French River          | Town     | 2.662              |
| Killarney             | Township | 386                |
| Markstay-Warren       | Town     | 2.656              |
| Nairn and Hyman       | Township | 342                |
| Sables-Spanish Rivers | Township | 3.214              |
| St.-Charles           | Town     | 1.269              |

### Gemeindefreie Gebiete
- Sudbury, Unorganized, North Part

### Indianerreservationen
- Chapleau 74A
- Chapleau 75
- Duck Lake 76B
- Mattagami 71
- Mountbatten 76A
- Whitefish Lake 6
- Whitefish River 4